# 朴孝三
朴孝三（韓語：박효삼，1904年—？），朝鲜政治人物及共产主义者，延安派之一，后来消息不明。

## 人物生平
1904年，出生于朝鲜咸镜南道，1925年来到中国。1926年10月,黄埔軍官學校第四期歩科畢業,擔任第6期歩科第3中隊部第1區隊上尉隊長。參加西北軍,1938年前往延安，后参加朝鲜义勇军。1945年来到中国东北，1946年2月回到朝鲜，6月担任中央保安干部学校校长，8月当选朝鲜劳动党中央委员会委员，1948年3月担任北朝鲜劳动党党中央副部长。1950年6月朝鲜战争爆发，出任朝鲜人民军第9师师长、第1军军长。后晋升中将军衔。1969年11月出任咸兴市党委员会书记，最后消息不明。